# Coupe d'Angleterre de football 1925-1926
Navigation
Coupe d'Angleterre 1924-1925 Coupe d'Angleterre 1926-1927
La Coupe d'Angleterre de football 1925-1926 est la 51e édition de la Coupe d'Angleterre, la plus ancienne compétition de football, la Football Association Challenge Cup (généralement connue sous le nom de FA Cup).
Bolton Wanderers remporte la compétition pour la deuxième fois de son histoire, battant Manchester City en finale sur le score de 1 à 0 à Wembley à Londres.

## Compétition

### Quarts de finale
Les quarts de finale ont lieu le 6 mars 1926.
| Équipe 1          | Résultat | Équipe 2          |
| ----------------- | -------- | ----------------- |
| Nottingham Forest | 2 - 2    | Bolton Wanderers  |
| Fulham            | 1 - 2    | Manchester United |
| Clapton Orient    | 1 - 6    | Manchester City   |
| Swansea Town      | 2 - 1    | Arsenal           |

Match d'appui le 10 mars 1926
| Équipe 1         | Résultat | Équipe 2          |
| ---------------- | -------- | ----------------- |
| Bolton Wanderers | 0 - 0    | Nottingham Forest |

Match d'appui le 15 mars 1926
| Équipe 1         | Résultat | Équipe 2          |
| ---------------- | -------- | ----------------- |
| Bolton Wanderers | 1 - 0    | Nottingham Forest |

### Demi-finales
Les demi finales ont lieu le 27 mars 1926, tous les matchs ont lieu sur terrain neutre.
| Équipe 1         | Résultat | Équipe 2          |
| ---------------- | -------- | ----------------- |
| Manchester City  | 3 – 0    | Manchester United |
| Bolton Wanderers | 3 - 0    | Swansea Town      |

### Finale
| Finale de la coupe d'Angleterre 1925-1926 | Bolton Wanderers | 1 – 0   | Manchester City | Wembley, Londres     |                      |
| 24 avril 1926                             |                  | (0 – 0) |                 | Spectateurs : 91 447 | Spectateurs : 91 447 |